# فهرست آثار ملی شهرستان سربیشه
شهرستان سربیشه به مرکزیت شهر سربیشه، یکی از شهرستان‌های استان خراسان جنوبی ایران است. شهرستان سربیشه، تا سال ۱۳۸۲ یکی از بخش‌های شهرستان بیرجند بود که در این سال به شهرستان تبدیل شد.

## آثار ثبت‌شده
| ردیف | نام اثر                   | نگاره          | دیرینگی                           | موقعیت                                                                              | شمارهٔ ثبت | تاریخ ثبت  | منبع  |
| ---- | ------------------------- | -------------- | --------------------------------- | ----------------------------------------------------------------------------------- | --------- | ---------- | ----- |
| ۱    | مسجد چهارده معصوم         | بارگذاری تصویر | قاجاریه                           | شهرستان سربیشه، خ شهیدمطهری، کوچه شهید رجایی                                        | ۳۹۶۶      | ۱۳۸۰/۰۷/۱۰ | [ ۱ ] |
| ۲    | قلعه بابوک                | بارگذاری تصویر | قاجاریه                           | شهرستان سربینه، شهر مود، دو کیلومتری شمال روستای ابراهیم‌آباد                        | ۹۲۹۳      | ۱۳۸۲/۰۵/۰۷ | [ ۲ ] |
| ۳    | مسجد پخت                  |                | زندیه                             | شهرستان بیرجند، ۴۷ کیلومتری جنوب غرب خوسف، روستای پخت                               | ۴۴۸۳      | ۱۳۸۰/۰۹/۰۵ |       |
| ۴    | قلعه چهکندوک              |                | قاجاریه                           | شهرستان سربیشه، روستای چهکندوک                                                      | ۳۹۷۹      | ۱۳۸۰/۰۷/۱۰ |       |
| ۵    | گورستان گبرهای هریوند     |                | هزاره یک ق‌م ـ اسلامی تا صفویه     | شهرستان سربیشه، ۴۵ کیلومتری جنوب شرقی روستای هریوند                                 | ۵۱۳۷      | ۱۳۸۰/۱۲/۲۵ |       |
| ۶    | مدرسه مود                 |                | پهلوی اول                         | شهرستان سربیشه، شهر مود                                                             | ۸۹۵۱      | ۱۳۸۲/۰۳/۱۰ |       |
| ۷    | عمارت مود                 |                | زندیه ـ قاجاریه                   | شهرستان سربیشه، شهر مود                                                             | ۳۴۶۲      | ۱۳۷۹/۱۲/۲۵ |       |
| ۸    | تپه قلعه کهنه مود         |                | تاریخی ـ اسلامی                   | شهرستان سربیشه، شهر مود                                                             | ۹۲۶۰      | ۱۳۸۲/۰۴/۲۴ |       |
| ۹    | قلعه اسفزار               |                | صفویه ـ قاجاریه                   | شهرستان سربیشه، بخش مود، روستای اسفزار                                              | ۹۲۹۲      | ۱۳۸۲/۰۵/۰۷ |       |
| ۱۰   | مسجد مود                  |                | افشاریه                           | شهرستان سربینه، شهر مود                                                             | ۴۹۵۵      | ۱۳۸۰/۱۲/۱۹ |       |
| ۱۱   | تپه مود                   |                | پیش از تاریخ ـ تاریخی             | شهرستان سربیشه، شهر مود                                                             | ۶۳۶۴      | ۱۳۸۱/۰۷/۰۷ |       |
| ۱۲   | مسجد گنجی/ امام حسین      |                | اواخر قاجار ـ اوایل پهلوی         | شهر سربیشه، خ امام خمینی (ره)                                                       | ۳۹۶۷      | ۱۳۸۰/۰۷/۱۰ |       |
| ۱۳   | خانه یاوری                |                | اواخر قاجار ـ اوایل پهلوی         | شهرستان سربیشه، درجوارقلعه کهنه سربیشه                                              | ۳۶۸۰      | ۱۳۷۹/۱۲/۲۵ |       |
| ۱۴   | تپه ته کندوک کلاته سلیمان |                | پیش از تاریخ تا تاریخی            | شهرستان سربیشه، ۳ کیلومتری جنوب غربی روستای کلاته سلیمان                            | ۴۷۹۲      | ۱۳۸۰/۱۲/۱۹ |       |
| ۱۵   | تپه کمر شاه مردان         |                | ساسانی ـ اسلامی                   | شهرستان بیرجند، بخش سر بیشه، یک کیلومتری جنوب غربی خراسان، روستای پخت               | ۶۳۶۳      | ۱۳۸۱/۰۷/۰۷ |       |
| ۱۶   | سنگ‌نگاره بیژائم           |                | پیش از تاریخ ـ اسلامی             | شهرستان بیرجند، بخش سر بیشه، روستای بیژائم                                          | ۶۳۶۵      | ۱۳۸۱/۰۷/۰۷ |       |
| ۱۷   | محوطه باستانی کهنج        |                | پیش از تاریخ تا صفویه             | ۴ کیلومتری جنوب شرق سربیشه، یک کیلومتری جنوب مسلم آباد و شمال روستای کهنگ           | ۸۹۴۱      | ۱۳۸۲/۰۳/۱۰ |       |
| ۱۸   | محوطه تاریخی کهنه کلوخ    |                | قرن ۳ و ۴ ق تا صفویه              | شهرستان سربیشه، دهستان درح، روستای حسین‌آباد غیناب                                   | ۹۲۵۹      | ۱۳۸۲/۰۴/۲۴ |       |
| ۱۹   | قلعه کهنه گلندر           |                | تاریخی تا قرون اولیه اسلامی       | شهرستان سربیشه، دهستان نهارجان، روستای گلندر                                        | ۹۲۹۱      | ۱۳۸۲/۰۵/۰۷ |       |
| ۲۰   | کتیبه اسلامی تنگل استاد   |                | قرون اولیه اسلامی تا قرن ۵ ق      | شهرستان سربیشه، روستای چنشت                                                         | ۹۲۹۹      | ۱۳۸۲/۰۵/۰۷ |       |
| ۲۱   | قلعه قلاع مود             |                | اسماعیلیان                        | شهرستان سربیشه، بخش مود، روستای سمسول آباد                                          | ۹۳۰۵      | ۱۳۸۲/۰۵/۰۷ |       |
| ۲۲   | قلعه سر بیشه              |                | اسلامی                            | شهرستان سربیشه، در جبهه شمال شرقی سربیشه                                            | ۹۳۰۶      | ۱۳۸۲/۰۵/۰۷ |       |
| ۲۳   | سنگ‌نگاره ماخونیک          |                | پیش از تاریخ ـ تاریخی ـ اسلامی    | ۱۳۰ کیلومتری شرق بیرجند، شهرستان سربیشه، دهستان درح، دو کیلومتری شرق روستای ماخونیک | ۹۳۰۷      | ۱۳۸۲/۰۵/۰۷ |       |
| ۲۴   | قبرستان مزار شیر/ کاخ کوک |                | تیموریان                          | شهرستان سربیشه، دهستان نهارجان، روستای کاخ کوک                                      | ۹۳۱۱      | ۱۳۸۲/۰۵/۰۷ |       |
| ۲۵   | محوطه تاریخی مهدی‌آباد     |                | پیش از اسلام تا قرون میانه اسلامی | شهرستان سربیشه، دهستان نهارجان، روستای نیک                                          | ۹۶۰۸      | ۱۳۸۲/۰۵/۲۷ |       |
| ۲۶   | قلعه قلاع چهکند           |                | سلجوقیان                          | شهرستان سربیشه، دهستان نهارجان، روستای چهکند                                        | ۱۰۱۹۵     | ۱۳۸۲/۰۶/۲۳ |       |
| ۲۷   | قلعه کهنه سربیشه          |                | اسلامی                            | شهرستان بیرجند، مرکزشهر سربیشه، ۶۵ کیلومتری شرق بیرجند                              | ۱۲۵۷۷     | ۱۳۸۴/۰۵/۱۱ |       |
| ۲۸   | بقایای قلعه درح           |                | تیموری ـ قاجاریه                  | شهرستان سربیشه، بخش مرکزی، دهستان درح، داخل روستای درح                              | ۱۷۰۵۸     | ۱۳۸۵/۱۱/۰۸ |       |
| ۲۹   | تپه قلعه کهنه بیمرز       |                | قرن ۸ ه‍.ق تا قاجاریه               | شهرستان سربیشه، بخش مود، دهستان نهار جان، جنوب روستای بیمرز                         | ۱۷۰۶۰     | ۱۳۸۵/۱۱/۰۸ |       |
| ۳۰   | قلعه برکوه                |                | صفویه ـ قاچاریه                   | شهرستان سربیشه، بخش مرکزی، دهستان مؤمن آباد، داخل روستای برکوه                      | ۱۷۰۶۲     | ۱۳۸۵/۱۱/۰۸ |       |
| ۳۱   | بقایای قلعه کوه سربیشه    |                | قرن ۶ تا ۹ ه‍.ق                     | ۲ کیلومتری غرب شهر سربیشه                                                           | ۱۷۰۶۵     | ۱۳۸۵/۱۱/۰۸ |       |
| ۳۲   | بقایای قلعه کوه درح       |                | قرن ۵ ه‍.ق تا تیموری                | شهرستان سربیشه، بخش مرکزی، دهستان درح، ۹ کیلومتری جنوب روستای کلاته شیر             | ۱۷۰۷۲     | ۱۳۸۵/۱۱/۰۸ |       |
| ۳۳   | تپه قلعه کهنه بیژائم      |                | قرن ۷ ه‍.ق تا قاجاریه               | شهرستان سربیشه، بخش مود، دهستان مود، جنوب روستای بیژائم                             | ۱۷۰۷۴     | ۱۳۸۵/۱۱/۰۸ |       |
| ۳۴   | غار چهل چاه               |                | سلجوقی                            | شهرستان سربیشه، بخش مود، دهستان نهارجان، روستای چنشت                                | ۱۷۰۷۵     | ۱۳۸۵/۱۱/۰۸ |       |
| ۳۵   | ارگ آبترش                 |                | قاجاریه                           | شهرستان سربیشه، بخش مرکزی، دهستان مؤمن آباد، روستای آبترش                           | ۲۳۲۴۶     | ۱۳۸۷/۰۶/۱۸ |       |